# 那須国際カントリークラブ
那須国際カントリークラブ（なすこくさいカントリークラブ）は、栃木県那須郡那須町にあるゴルフ場。運営会社の東急リゾーツ&ステイは、クラブハウスの建て替えとコースの改修のため、2024年（令和6年）12月15日の営業をもって一時閉鎖することを発表しており、2028年春のリニューアルオープンを予定している。

## 概要
那須高原を一望できる旧山楽旅館は、1922年（大正11年）、北海道選出の代議士・三井徳峰によって創業された高級旅館で、敷地3千坪に延1千坪の木造2階建ての豪壮な構えだった。現在も残る館内の30帖敷きの「御座所の間」は、大正の終わりの昭和天皇が東宮の頃、この座敷から那須高原を見渡したという記念の日本間である。1925年（大正14年）、那須御用邸ができると、随伴の大臣などの高官たちは山楽に宿泊するのが習わしだった。
その後、1953年（昭和28年）、山楽旅館が経営危機に陥ったとき、富士製鐵株式會社社長の永野護の仲介で、旅館を買い取ったのが木下商店社長の木下茂だった。木下商店は東京八丁堀の鉄屋で、八幡製鐵株式會社や富士製鐵の指定問屋として知られていた。1955年（昭和30年）代、木下商店は貿易商社・木下産商となり、木下商店は不動産中心として残り、子会社の「株式会社山楽」を設立し、ゴルフ場の経営に乗り出した。
木下社長は、名門の「那須ゴルフ倶楽部」（1936年（昭和11年）開場、設計・井上誠一、藤田欽哉）は、土、日曜日はメンバーだけがプレーする、こちらはパブリックコースを造ろうと、赤字覚悟でのゴルフ場計画だった。1969年（昭和34年）、ゴルフ場の建設用地30万坪を買収し、コース設計を富澤誠造に依頼し、その詳細設計を浅見緑蔵プロが担うことになった。しかし、造成工事は苦難の連続だった、社長の東山宝一が剛腕だったことや、パブリックコースのため資金は不足した。その上、冬季は造成工事を中止し、ブルトーザー数十台を動員して強行し、挙句には造成工事会社を倒産させた。
1962年（昭和37年）5月11日、造成工事は完成し、18ホール、6,860ヤード、パー72規模のゴルフ場が開場された。木下商店は貿易会社である、米国からケンタッキーブルーの種を輸入して、コース全体に種を蒔き、フェアウェイは短く刈り込んで、グリーンはさらに短く刈りこんだという。だが、翌1963年（昭和38年）、フェアウェイとラフは野芝に、グリーンはベント芝の張芝に改修された。
「那須国際カントリークラブ」は、前身は旅館「山楽」が経営するパブリックゴルフコースだったが、現在は那須御用邸に隣接する「東急不動産株式会社」が運営するメンバーシップゴルフコースである。

## リニューアルへ
運営会社の東急リゾーツ&ステイは、クラブハウスの建て替えとコースの改修のため、2024年（令和6年）12月15日の営業をもって一時閉鎖することを発表した。リニューアルオープンは2028年春の予定である。

## 所在地
〒325-0302 栃木県那須郡那須町大字高久丙1792番地

## コース情報
- 開場日 - 1962年5月11日
- 設計者 - 浅見 緑蔵、富沢 誠造
- 面積 - 1,070,000m2（約32.3万坪）
- コースタイプ - 丘陵コース
- コース - 18ホールズ、パー72、6,600ヤード、コースレート71.2
- フェアウェー - コウライ
- ラフ - ノシバ
- グリーン - 1グリーン、ペンクロスベント
- ハザード - バンカー51、池が絡むホール3
- ラウンドスタイル - キャディ付又はセルフの選択制、2人&5人乗り電磁誘導式
- 練習場 - 5打席20ヤード
- 休場日 - 12月中旬 - 3月中旬冬季クローズ[4][5]

## ギャラリー
- コース - 「那須国際カントリークラブ」、コース案内、2021年5月15日閲覧
- ハウス - 「那須国際カントリークラブ」、施設案内、2021年5月15日閲覧

## 交通アクセス
- 鉄道（JR東日本） - 東北新幹線・東北本線 - 那須塩原駅より クラブバス利用約35分[6]
- 道路 - 東北自動車道 - 那須ICより 10Km[6]

## 関連文献
- 『ゴルフ場ガイド 東版』、2006-2007、「那須国際カントリークラブ」、東京 ゴルフダイジェスト社、2006年5月、2021年5月15日閲覧
- 『美しい日本のゴルフコース BEAUTIFUL GOLF CULTURE IN JAPAN 日本のゴルフ110年記念 ゴルフは日本の新しい伝統文化である』、ゴルフダイジェスト社「美しい日本のゴルフコース」編纂委員会編、「那須温泉の高級旅館「山楽」が休日でもプレーできるパブリックコースを計画」、東京 ゴルフダイジェスト社、2013年12月、2021年5月15日閲覧